# Mikrojądro

Model komunikacji mikrojądra z aplikacjami.

Mikrojądro (ang. microkernel) – rodzaj jądra systemu operacyjnego, które zawiera tylko najbardziej niezbędne elementy, takie jak funkcje zarządzania wątkami, komunikacją międzyprocesową oraz obsługą przerwań i wyjątków.
Wszelkie inne zadania, takie jak np. obsługa systemów plików, sieci, sprzętu realizowane są w przestrzeni użytkownika przez osobne serwery.
Mniejszymi wersjami mikrojądra są nanojądro (nanokernel) i pikojądro (picokernel).

## Przykłady
Przykładami systemów operacyjnych opartych na mikrojądrze są Amoeba, KasperskyOS, MINIX, QNX, BeOS, Haiku czy Hurd, mikrojądrami są także (używane w Hurdzie) Mach i L4. Firma Microsoft pracuje nad własnym rozwiązaniem tego typu w projekcie Singularity.